# ورزشگاه سپورتس اتورتی ات مایل‌های

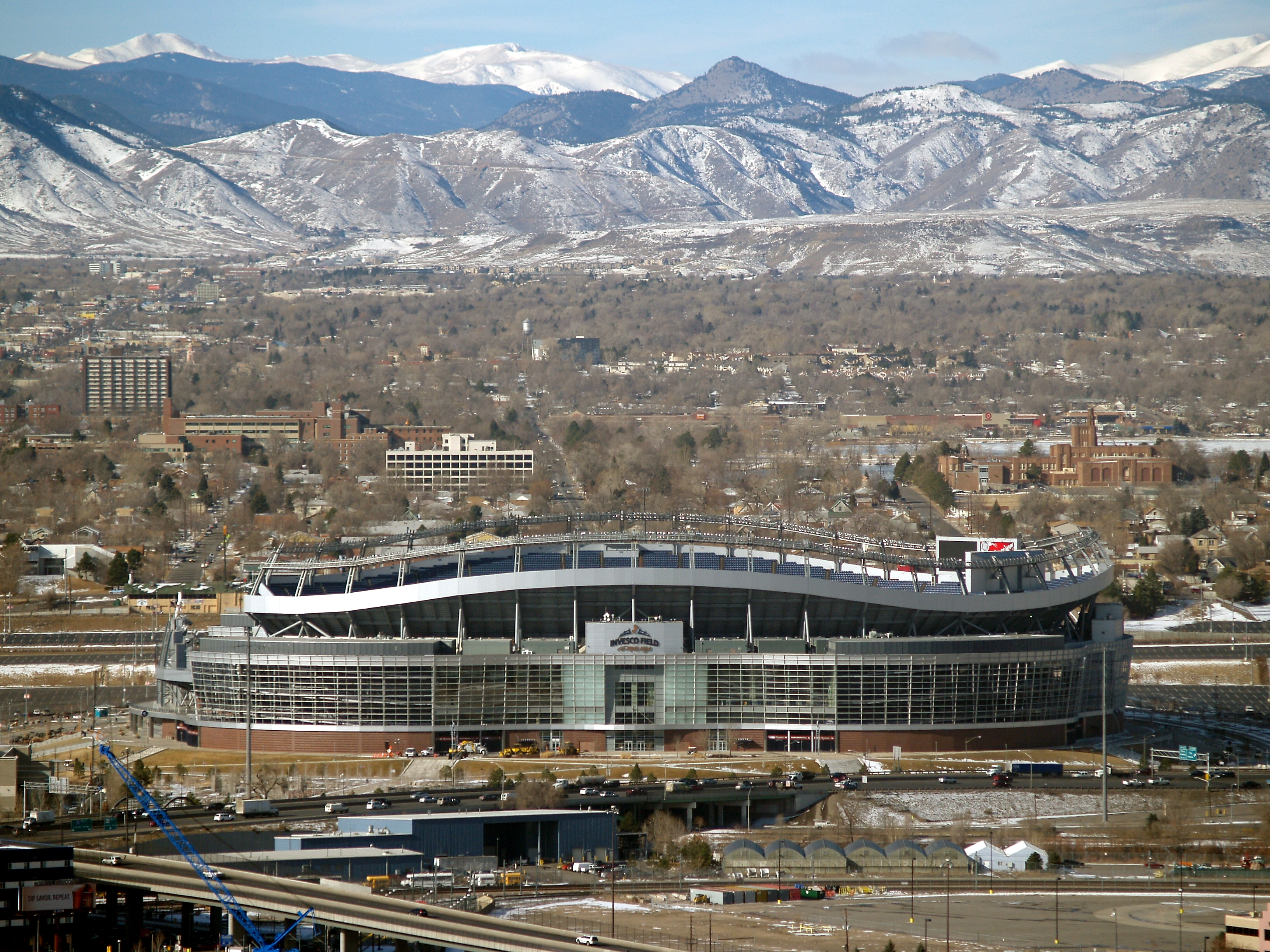

ورزشگاه اینوسکو فیلد ات مایل های (به انگلیسی: Invesco Field at Mile High) با ظرفیت ۷۶٬۱۲۵ نفر در شهر دنور ایالت کلرادو واقع شده‌است. ابعاد این ورزشگاه ۷۴ در ۱۱۶ متر است. در تاریخ ۲۰۰۱ تأسیس شد و دارای زمین چمن می‌باشد.